# Вилохвостый коршун
Вилохво́стый, или ла́сточковый ко́ршун (лат. Elanoides forficatus) — вид птиц семейства ястребиных.

## Этимология
Родовое название образовано от двух греческих слов: elanos — коршун и oides — напоминающий. Таким образом, в переводе оно означает птица, напоминающая коршуна.
Видовое название происходит от латинского слова forfex, forficis — ножницы. Такое научное название дано некоторым птицам (и не только птицам), имеющим раздвоенный хвост. Русское название также подчёркивает форму хвоста этой хищной птицы.

## Описание

### Внешний вид
Крупная хищная птица с длиной туловища 52—62 см, хвоста — 28—37 см и размахом крыльев 119—136 см. Голова и клюв небольшие, ноги короткие и неоперённые. Голова, брюхо, подхвостье белые, покровные перья на внутренней части крыла тоже белые. Спина, внешняя часть крыльев, надхвостье, маховые и рулевые перья чёрные с зелёным либо фиолетовым отливом.

### Подвиды
У данного вида есть два подвида:
- E. f. forficatus  (Linnaeus, 1758)
- E. f. yetapa  (Vieillot, 1818)

У номинативного подвида на верхней части туловища сине-чёрный цвет оперения с фиолетовым отливом, у другого подвида — чёрный цвет с зелёным отливом. Отличаются подвиды и местами обитания: E. f. forficatus распространён в юго-восточной прибрежной зоне США от северной Каролины до юго-востока Техаса, E. f. yetapa — в северной Мексике, северной и центральной Америке, а также в Южной Америке вплоть до Боливии, Парагвая и Аргентины. Птицы, обитающие в странах с холодной зимой, улетают зимовать в Южную Америку.